# 希臘和丹麥的奧爾加公主

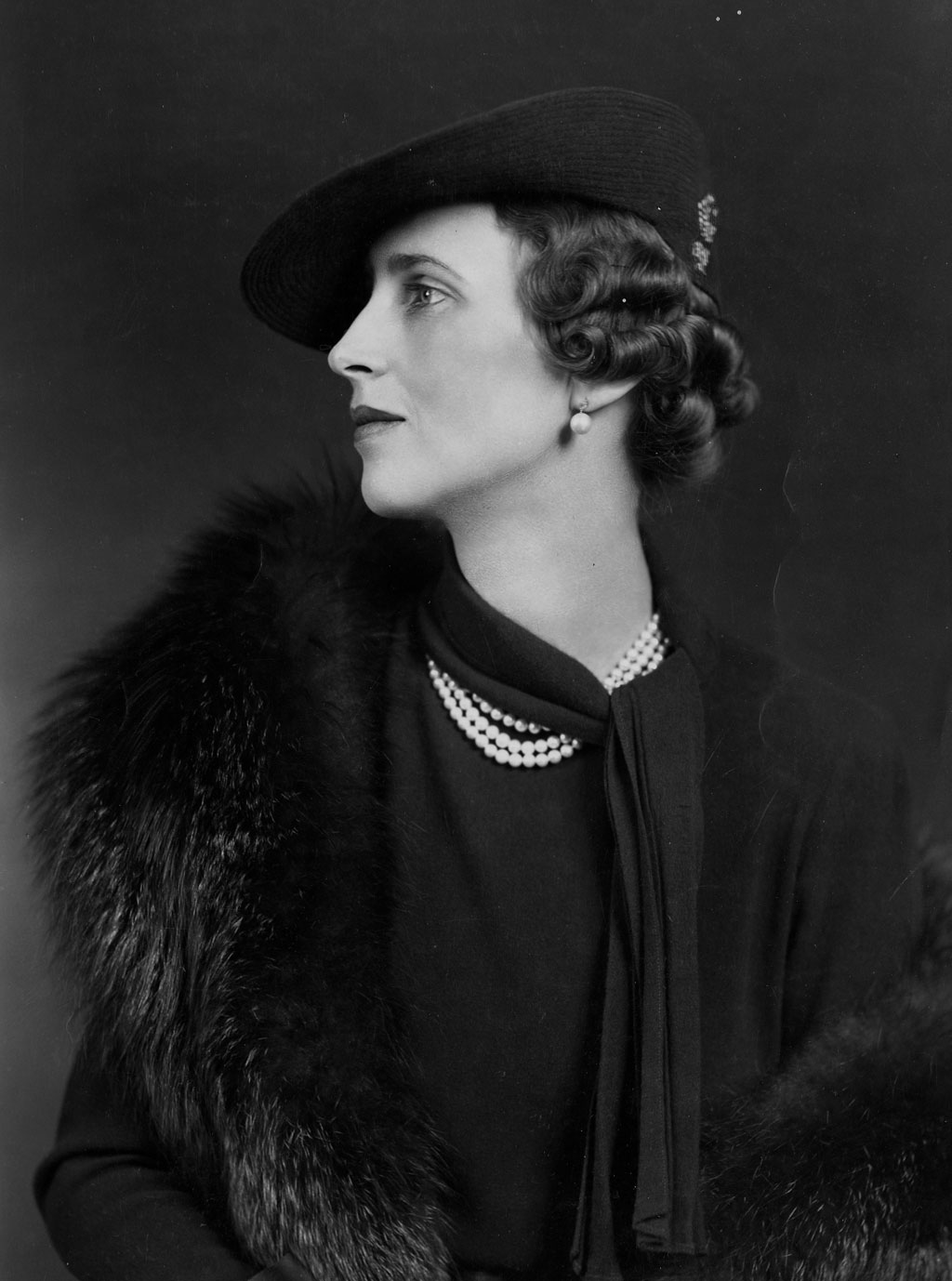
奧爾加

希臘和丹麥的奧爾加公主，南斯拉夫的保羅親王妃（希臘語：Γλγα；1903年6月11日—1997年10月16日）是一位出生於希臘的公主，作為南斯拉夫王國攝政王保羅親王的妻子，成為南斯拉夫王室成員。
奧爾加公主的父親是希臘和丹麥的尼古拉斯王子，母親是俄羅斯女大公埃琳娜·弗拉基米羅夫娜，祖父是希臘國王喬治一世。
1922年，奧爾加公主曾與丹麥王儲弗雷德里克短暫訂婚；1923年，奧爾加公主與南斯拉夫的保羅親王結婚。1934年，南斯拉夫國王亞歷山大一世遇刺，繼承南斯拉夫國王的彼得二世仍未成年；因此，保羅親王被任命為攝政王，奧爾加公主成為王室最高地位的女性，擔任南斯拉夫第一夫人，與丈夫並肩執行國家職務。
1941年第二次世界大戰期間，保羅親王在簽署三國同盟後被迫下台，南斯拉夫與德國、意大利併入軸心國。保羅、奧爾加和他們的三個孩子被捕後，並作為囚犯交給英國。戰事末期，他們軟禁和流放在埃及、肯尼亞和南非，直到1948年才被允許返回歐洲。
保羅夫婦和孩子們最終定居在巴黎，保羅於1976年在巴黎去世。奧爾加成為寡婦後，開始在英國度過越來越多的時間，英國是她姐姐瑪麗娜的收養國。
1997年，奧爾加因患上阿爾茨海默氏症，最終在巴黎去世。她的遺體被安葬在瑞士洛桑的Bois-de-Vaux公墓，然後於2012年被轉移到塞爾維亞的Oplenac皇家陵墓 。